# José Baptista de Andrade
José Baptista de Andrade CvTE • CvA (Lisboa, 17 de Março de 1819 - 25 de Fevereiro de 1902) foi aspirante a guarda-marinha em 1833.
Frequentou e concluiu o curso de matemática, na Academia da Marinha. Seguiu a carreira militar: guarda-marinha, em 1839, sendo promovido a almirante, em 1895.
Em 1855, foi governador do Ambriz e, de 1862 a 1865, governador de Angola, e governador interino entre 1873 a 1876.
Foi par do Reino, ajudante de campo de D. Luís e chefe da Casa Militar de D. Carlos.
Foi agraciado com os graus de Cavaleiro da Ordem Militar da Torre e Espada, do Valor, Lealdade e Mérito e da Ordem Militar de Avis e Comendador da Imperial Ordem da Rosa do Brasil e da Ordem de Carlos III de Espanha.
A 29 de Março de 1900 foi nomeado Conselheiro de Estado (Diário do Governo, n.º 74, 3 de Abril de 1900).

## Vida Pessoal
Casou na Lapa, em Lisboa com Henriqueta Esteves, em 27 de Março de 1849, de quem teve um filho.